# Inhibicja niekompetycyjna

Schemat przedstawia mechanizm działania inhibitora niekompetycyjnego

Inhibicja niekompetycyjna, hamowanie niekompetycyjne – typ inhibicji odwracalnej enzymów.
Inhibitor niekompetycyjny wiąże się w obszarze enzymu odległym od miejsca aktywnego. Jeśli inhibitorem jest duża cząsteczka, wiąże się ona z domeną białka zawierającą miejsce aktywne. Wiązanie to nie wpływa na strukturę części enzymatycznej białka, ale zasłania wejście do miejsca aktywnego, przez co enzym jest nieaktywny. Jeżeli inhibitor przyłączy się tak, że będzie zasłaniał centrum tylko częściowo lub w ogóle, reakcja będzie zachodziła, jednak wolniej.
Inhibitory niekompetycyjne nieodwracalne nie wykazują strukturalnego podobieństwa do substratu; zwiększenie stężenia substratu na ogół nie zmniejsza hamowania.